# Ville-Marie (film)
Ville-Marie è un film del 2015 diretto da Guy Édoin alla sua seconda prova da regista, ed interpretato da Monica Bellucci, Pascale Bussieres, Aliocha Schneider, Patrick Hivon.

## Trama
Un'attrice francese di successo (Monica Bellucci) è a Montréal per girare un film e rivedere dopo tre anni suo figlio omosessuale (Aliocha Schneider), con il quale ha un difficile rapporto a causa dell'ostinatezza di lei a non rivelargli l'identità del padre; in seguito a un tragico avvenimento però, tale segreto dovrà essere affrontato.

## Promozione
Il film, girato nell'autunno 2014, viene presentato al Toronto International Film Festival il 12 settembre 2015 riscuotendo critiche positive, al Vancouver International Film Festival tre settimane dopo (1º ottobre), e successivamente alla Festa del Cinema di Roma 2015. Il trailer è online dai primi giorni di agosto.

## Premi e riconoscimenti
- 2016 - Dublin International Film Festival
  - Migliore attrice a Monica Bellucci